# Walerij Atraschtschenkow
Walerij Wolodymyrowytsch Atraschtschenkow (ukrainisch Валерій Володимирович Атращенков; * 20. August 1984 in Charkow, Ukrainische SSR, UdSSR, englische Transkription Valeriy Atrashchenkov) ist ein ukrainischer Badmintonspieler. Er ist Internationaler Meister des Sports.
Mit Badminton befasste er sich erstmals im Alter von zehn Jahren. Sein erster Trainer war seine Schwester Natalia Golovkina.
Er wurde Ukrainischer Meister im Einzel (2010, 2011, 2012) und im Doppel (2007, 2010, 2012). Er nahm an den Europameisterschaften 2006, 2008 und 2010 teil.
Ferner wurde er 2008 Internationaler Slowakischer Meister im Einzel und im Mixed. Er ist Gewinner der Internationalen Schwedischen Meisterschaften in Stockholm im Jahr 2009 sowie 2007 und 2009 Gewinner der Rumänischen Internationalen Meisterschaften im Mixed (2007, 2009); zudem gewann er das Mixed bei den Österreichischen Internationalen Meisterschaften 2010. In den Jahren 2009 und 2010 gewann er mit seiner Partnerin Elena Prus im Mixed die Kharkiv International.
Sein aktueller Trainer ist Gennady Machno.